# Cornélio Procópio
Cornélio Procópio est une ville brésilienne de l'État du Paraná. Sa population était estimée à 48,487 habitants en 2014.